# Império do Divino Espírito Santo da Caridade da Feteira

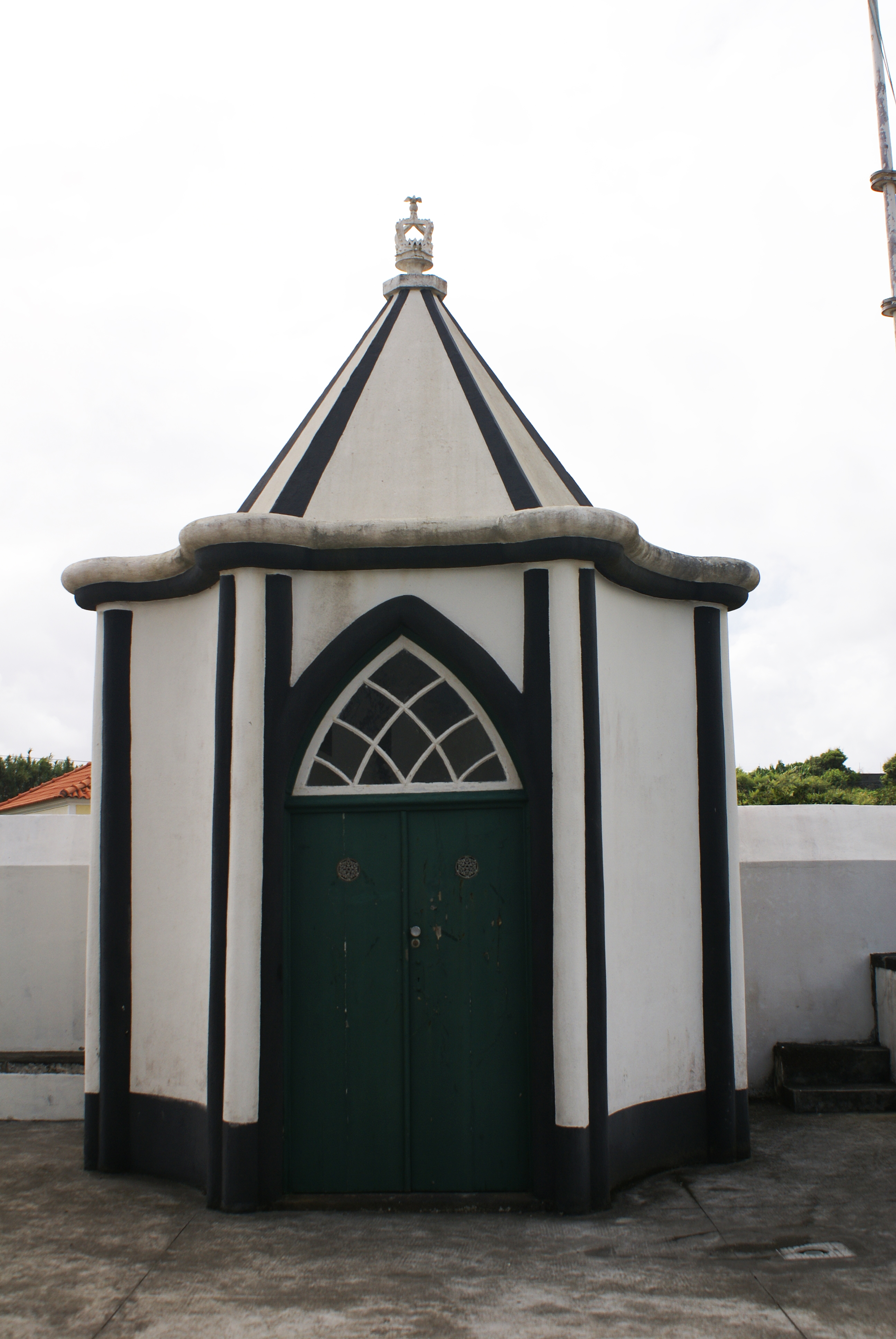
Império do Espírito Santo da Caridade, Feteira

O Império do Divino Espírito Santo da Caridade da Feteira é um Império do Espírito Santo português que se localiza na freguesia do Feteira, concelho da Horta, ilha do Faial, arquipélago dos Açores.
Este Império do Espírito Santo localiza-se junto à Igreja ao Divino Espírito Santo da Feteira, sendo a festa em honra do Divino celebrada todos os anos na segunda feira de Pentecostes.